# Maja Erlandsen
Maja Gunvor Erlandsen (ur. 11 października 1989) – norweska zapaśniczka walcząca w stylu wolnym. Zajęła siódme miejsce na mistrzostwach świata w 2011. Mistrzyni Europy w 2012 roku.
Mistrzyni Norwegii w 2008, 2010 i 2011 roku.